# Türksat 2A
Türksat 2A (или Eurasiasat 1) — турецкий спутник связи, четвёртый из серии спутников Türksat, управляемых турецкой компанией Türksat A.Ş. и монакской Eurasiasat SAM. Разрабатывался при участии французской компании Thales Alenia Space. Хронологически является третьим турецким спутником, выведенным на околоземную орбиту. Входил в сеть с двумя геосинхронными спутниками связи, которой совместно управляли турецкая Türksat и монакская Eurasiasat SAM.
10 января 2001 года в 21:39 UTC с площадки ELA-2 при Гвианском космическом центре в Куру стартовала ракета-носитель Ariane-44LP H10-3, которая вывела на орбиту спутник Türksat 2A. Он вышел на геопереходную орбиту на 42° в. д., где находился уже спутник Türksat 1C. Вещание через Türksat 2A началось 1 февраля 2001 года.
В зону покрытия спутника входила территория Европы, самой Турции, Средней Азии, Ближнего Востока и России; спутник должен был также обеспечивать связь между Европой и Средней Азией. В качестве космической платформы использовалась платформа Alcatel Spacebus 3000B3 массой 3530 кг и мощностью 9,2 кВт. Оборудование для связи включает 32 транспондера Ku-диапазона: 22 с фиксированным лучом на частоте 33 МГц и 10 с двумя управляемыми лучами на частоте 36 МГц. Эффективная изотропная излучаемая мощность — 50 дБ⋅Вт.
Спутник был уведён на орбиту захоронения после того, как 27 сентября 2016 года прекратилось вещание посредством Türksat 2A.